# 3006 Livadia
3006 Livadia este un asteroid din centura principală, descoperit pe 24 septembrie 1979 de Nikolai Cernîh.